# Markiezaatsmeer
Het Markiezaatsmeer is een deel van de Oosterschelde dat in 1984 in het kader van de Deltawerken van de zee is afgesloten door een nieuwe dam, de Markiezaatskade. Achter de kade ontstond het Markiezaatsmeer. Het meer maakt deel uit van wat vroeger werd omschreven als het verdronken land van het markiezaat Bergen op Zoom. Dit gebied ligt ten zuidwesten van Bergen op Zoom en ten noordwesten van Woensdrecht.
Sinds de afsluiting door de Markiezaatskade heeft het zich ontwikkeld tot een zoetwater-moerasgebied. Samen met de voormalige kustgebieden het landgoed Mattemburgh aan de oostzijde, de Molenplaat aan de noordzijde en de Hogerwaardpolder aan de zuidzijde vormt het een aaneengesloten natuurgebied van 1.955 ha. Daarvan is ongeveer 1.000 ha. open water. Het ontstane natuurreservaat aan de zuidoever wordt het Markiezaat genoemd.
Een gebied met een oppervlakte van 1846 ha is aangewezen als beschermd Natura 2000-gebied (gebiedsnummer 127).

## Geschiedenis
Tienduizend jaar geleden maakte het gebied deel uit van het stroomdal van de Schelde. In die tijd kreeg de Brabantse Wal haar huidige vorm: de steile overgang van de hoge zandgronden naar het lager gelegen zeekleigebied. Pas sinds de achtste eeuw stroomt de Schelde via de Westerschelde naar zee. De Oosterschelde kwam daardoor meer onder invloed van de getijdenbewegingen te staan. Die invloed was ook in het Markiezaat te merken. In feite lag Bergen op Zoom aan zee. Vanaf de 13e eeuw vonden indijkingen plaats. Maar de zee veroverde ook weer land terug: het in het Markiezaat gebouwde dorpje Hildernisse werd tijdens de Sint-Felixvloed van 1530 weer weggevaagd. Het overspoelde gebied werd bekend als het verdronken land van het markiezaat Bergen op Zoom. De markiezen van Bergen op Zoom waren destijds de eigenaren van het gebied.
Alleen een boerderij met de naam Hildernisse tegen de Brabantse Wal bleef bestaan na de Sint-Felixvloed van 1530. Deze boerderij was ten tijde van de afsluiting van het oostelijke deel van de Oosterschelde in 1983 de enige vloedboerderij van Nederland.
Lange tijd was het een getijdengebied waar het water van de Noordzee en de Schelde elkaar ontmoetten. Sinds in 1868 het Kreekrak werd afgesloten, maakte het Markiezaat deel uit van de Oosterschelde. Door het aanleggen van de Oesterdam en een dijk ten oosten van het Schelde-Rijn kanaal ontstond in 1984 een meer dat na enkele jaren zoet is geworden.
Tot de afdamming was er een getijdeverschil van wel 5 meter. Bij vloed reikte het water tot aan de voet van de Kraaijenberg, een van de vooruitgeschoven punten van de Brabantse Wal. In de schorren waren diepe kreken uitgesleten. De zoutwatervegetatie bestond uit soorten als lamsoor, zeekraal, zeeaster, zoutmelde en slijkgras. Er foerageerden vele steltlopers op de droogvallende slikken.

### Van zout naar zoet
De vaarroute tussen Schelde en Rijn (ofwel tussen Antwerpen en Rotterdam), het Schelde-Rijnkanaal, mocht ingevolge internationale afspraken niet door getijdewater gaan. Daarom werd in 1984 eerst de Markiezaatskade en later parallel daaraan de Oesterdam aangelegd. Dit had vanzelfsprekend grote gevolgen voor het Markiezaat. De zoutvegetatie verdween; ruigteplanten, zoals akkerdistel en wilgenroosje, verschenen. Ook ontstond opslag van vlier.
Ook het reliëf van het gebied veranderde: (aanvankelijk hoger liggende) delen met klei klonken aanzienlijk in, waar zand was afgezet (in en langs de kreken) trad geen inklinking op. Vandaar dat nu kreekruggen als lintvormige verhogingen in het landschap terug te vinden zijn.
De verzoeting van het water is ook niet op alle plaatsen gelijk verlopen: zoete kwel langs de Brabantse Wal zorgde voor snelle verzoeting (bijvoorbeeld in de plasjes die aan de voet van de Kraaijenberg werden gegraven). Kreekbodems verzoetten aanzienlijk minder snel. Daar komen nu nog zoutwaterplanten zoals zeeaster voor. Het meer zal pas over 20 jaar volkomen zoet zijn.

## Wetlandgebied
Volgens het Wereld Natuur Fonds leent dit reservoir zich bij uitstek voor ontwikkeling tot een duurzaam natuurgebied. Het Markiezaat is na de Waddenzee en het IJsselmeer het grootste wetlandgebied van Nederland. Jaarlijks strijken er honderdduizenden trekvogels neer. Het behoort tot de vijf belangrijkste vogelgebieden van Nederland. Jaarlijks komen er 125 soorten tot broeden, waarvan er 22 op de zogenaamde ‘Rode Lijst’ staan, waaronder lepelaar, grauwe gans, wintertaling, strandplevier, kluut, visdiefje, geoorde fuut, oeverzwaluw en velduil. 

Aan de oevers van het meer zijn moerassen, riet en wilgenbosjes te vinden. Door begrazing met runderen (alleen in het halfjaar van de zomer) en paarden (het hele jaar door) wordt voorkomen dat het hele gebied gelijktijdig en eentonig verbost.

## Huidig beheer
Het Markiezaat wordt beheerd door het Brabants Landschap. Het beheer is erop gericht het Markiezaat zich te laten ontwikkelen tot een zo gevarieerd mogelijk moeras-ecosysteem. In de toekomstvisie van de terreinbeheerder zal er een groot aantal terreintypen ontstaan van opgaand loofbos, dichte rietoevers, ruige halfopen schorren, kortgrazige open schorren en drassige oeverzones tot open water. Om voldoende variatie te bereiken wordt o.a. begrazing toegepast.
Het gebied kan worden bereikt via de Fianestraat in Bergen op Zoom. Bij het aldaar gelegen bezoekerscentrum Kraaijenberg starten twee wandelroutes. In de buurt van het bezoekerscentrum op de Kraaijenberg bevindt zich een 13 meter hoge uitkijktoren, die niet alleen uitzicht over het Markiezaat biedt, maar ook op de Brabantse Wal. 

Aan het eind van een van de wandelpaden is een vogelkijkhut gebouwd. Het grootste deel van het gebied is niet opengesteld voor publiek.